# Batalha de Mutina (193 a.C.)
A Batalha de Mutina foi travada em 193 a.C. entre as forças da República Romana, comandadas pelo cônsul Lúcio Cornélio Mérula, e os gauleses boios perto de Mutina. Nesta batalha, o exército boio foi completamente destruído apesar das pesadas baixas romanas.

## Contexto histórico
O cônsul Lúcio Cornélio Mérula conduziu suas duas legiões pelo território boio, saqueando e devastando tudo pela frente sem encontrar resistência, pois os gauleses temiam uma batalha campal e esperavam por uma oportunidade de emboscá-lo. Quando o cônsul marchava perto de Mutina, os gauleses, que vinham seguindo os romanos, ultrapassaram o acampamento romano durante uma noite e ocuparam uma ravina que era de passagem obrigatória aos romanos, mas não o fizeram de forma silenciosa o suficiente, pois os romanos foram acordados pela movimentação e o cônsul decidiu levantar o acampamento em plena luz do dia, algo bastante incomum. Seu objetivo era evitar que a noite aumentasse o temor entre os soldados. Como precaução adicional, enviou de manhã uma vanguarda de cavaleiros que lhe informaram o número dos inimigos que haveria de enfrentar. Antes da batalha, ajuntou todas as carroças de bagagem e colocou os triários para defendê-las para que pudessem se mover com o exército. Os gauleses souberam então que haviam sido descobertos e que teriam que enfrentar os romanos em campo aberto.

## Batalha
A batalha começou às sete da manhã. A esquerda, composta pelos auxiliares e as tropas aliadas combatiam na linha de frente, estava sob o comando dos legados consulares Marco Cláudio Marcelo e Tibério Semprônio Longo, cônsul do ano anterior. Os dois estavam ora na linha de frente ora na retaguarda para garantir que os legionários que queriam combater não se movessem antes do sinal apropriado. Os tribunos militares Quinto Minúcio Termo e Públio Minúcio receberam ordens de se desvencilhar do combate com a cavalaria e seguirem para um local aberto de onde, ao sinal de Mérula, deveriam atacar. Enquanto proferia estas ordens soube que os auxiliares estavam cedendo e enviou uma legião para ajudá-los. As tropas auxiliares foram substituídas em seguida por uma segunda legião enquanto a ala esquerda foi substituída pela direita, o que reacendeu o combate. Enquanto o sol forte, muito quente naquele dia, queimava a pele dos boios, pouco resistentes ao calor; mas eles, em fileiras cerradas, suportavam os sucessivos assaltos dos romanos apoiando-se ora uns nos outros ora sobre os escudos. Quando soube desta situação precária nas linhas inimigas, Mérula ordenou a Caio Lívio Salinador, o comandante da cavalaria auxiliar, que atacasse as linhas inimigas com força total; a cavalaria legionária continuava na reserva. Esta poderosa carga rompeu as linhas boias, mas não os colocou em fuga. Seus próprios comandantes estavam na retaguarda com suas lanças devolvendo ao combate os que tentavam fugir, mas eles também foram atacados pela cavalaria aliada, que agora lutava no meio da formação boia. O cônsul gritava para os soldados para que fizessem um último esforço pela vitória que agora estava em suas mãos: se os inimigos conseguissem se reunir, o combate reiniciaria com resultado incerto. Por isto, Mérula ordenou que seus homens atacassem com fervor e que seus alferes levassem até a linha de frente seu estandarte. Os boios finalmente romperam a formação e, em fuga, foram massacrados pela cavalaria romana.

## Consequência
Segundo Lívio, entre os boios foram mortos 14 000 homens, capturados 1 092 soldados, 721 cavaleiros e 3 generais, com 212 insígnias e 73 carroções. Entre os romanos, perderam a vida 5 000 soldados, 23 centuriões, 4 comandantes auxiliares e os tribunos militares da segunda legião, Marco Genúcio, Quinto Márcio Filipo e Marco Márcio Filipo.
Esta batalha foi a última da campanha gaulesa na península Itálica. A maior parte da aristocracia boia estava morta e os sobreviventes se dividiram entre os que queriam resistir a todo custo e os que queriam se render. Finalmente, no ano seguinte, os romanos se lançaram em grande ofensiva contra os primeiros. Em 191 a.C., o cônsul Públio Cornélio Cipião Násica os derrotou definitivamente. Daí em diante, somente expedições pacificadoras foram realizadas na região, em especial na Ligúria.[carece de fontes?]